# Пухче
Пухче (на македонска литературна норма: Пухче) е село в Община Щип, Северна Македония.

## География
Пухче е селце разположено на около 12 километра южно от град Щип по долината на река Лакавица.

## История
В XIX век Пухче е турско село в Щипска кааза на Османската империя. Според статистиката на Васил Кънчов („Македония. Етнография и статистика“) от 1900 година Пушче има 190 жители турци.
След Междусъюзническата война в 1913 селото остава в Сърбия.